# HC Oceláři Třinec v české hokejové extralize 2010/2011

## Za Třinec v roce 2010/2011 hráli
| Brankář                                  | Peter Hamerlík   | 2. ledna 1982 (43 let)          |  |                                            |
| Brankář                                  | Martin Vojtek    | 4. května 1975 (49 let)         |  |                                            |
| Brankář                                  | Tomáš Duba       | 2. července 1981 (43 let)       |  | odchod během sezóny PSG Zlín               |
| Obránce                                  | Josef Hrabal     | 17. srpna 1985 (39 let)         |  |                                            |
| Obránce                                  | Stanislav Hudec  | 3. června 1982 (42 let)         |  |                                            |
| Obránce                                  | Jakub Kania      | 16. prosince 1990 (34 let)      |  | hostování Orli Znojmo                      |
| Obránce                                  | Lukáš Krajíček   | 11. března 1983 (42 let)        |  | příchod z Philadelphia Flyers (NHL)        |
| Obránce                                  | Martin Lojek     | 19. srpna 1985 (39 let)         |  |                                            |
| Obránce                                  | Martin Richter   | 6. prosince 1977 (47 let)       |  | hostování HC Kometa Brno                   |
| Obránce                                  | Daniel Seman     | 1. ledna 1979 (46 let)          |  |                                            |
| Obránce                                  | Lubomír Štach    | 28. května 1986 (38 let)        |  | hostování Orli Znojmo                      |
| Obránce                                  | Martin Vágner    | 16. března 1984 (41 let)        |  |                                            |
| Obránce                                  | Lukáš Zíb        | 24. února 1977 (48 let)         |  |                                            |
| Obránce                                  | Mario Cartelli   | 16. listopadu 1979 (45 let)     |  | odchod během sezóny HC Slovan Bratislava   |
| Obránce                                  | Petr Hořava      | 22. července 1983 (41 let)      |  | hostování HC Slovan Ústečtí Lvi            |
| Obránce                                  | Milan Dóczy      | 27. ledna 1990 (35 let)         |  | hostování VHK Vsetín                       |
| Útočník                                  | Martin Adamský   | 13. července 1981 (43 let)      |  | příchod z HC Plzeň 1929                    |
| Útočník                                  | Radek Bonk       | 9. ledna 1976 (49 let) 9.1.1976 |  |                                            |
| Útočník                                  | Lukáš Havel      | 10. listopadu 1981 (43 let)     |  | příchod z HC Slavia Praha                  |
| Útočník                                  | Erik Hrňa        | 25. června 1988 (36 let)        |  | hostování Orli Znojmo                      |
| Útočník                                  | Ladislav Kohn    | 4. března 1975 (50 let)         |  |                                            |
| Útočník                                  | David Květoň     | 3. ledna 1988 (37 let)          |  |                                            |
| Útočník                                  | Bryan McGregor   | 27. června 1984 (40 let)        |  |                                            |
| Útočník                                  | Lukáš Mičulka    | 8. dubna 1989 (35 let)          |  | hostování HC Orlová                        |
| Útočník                                  | Jakub Orsava     | 27. února 1991 (34 let)         |  | hostování Orli Znojmo                      |
| Útočník                                  | David Ostřížek   | 1. října 1990 (34 let)          |  | hostování SK Horácká Slavia Třebíč         |
| Útočník                                  | Jan Peterek      | 17. října 1971 (53 let)         |  |                                            |
| Útočník                                  | Vojtěch Polák    | 27. června 1985 (39 let)        |  |                                            |
| Útočník                                  | Jiří Polanský    | 18. prosince 1981 (43 let)      |  |                                            |
| Útočník                                  | Martin Růžička   | 15. prosince 1985 (39 let)      |  |                                            |
| Útočník                                  | Václav Varaďa    | 26. dubna 1976 (48 let)         |  | příchod z HC Kometa Brno                   |
| Útočník                                  | Marek Zagrapan   | 6. prosince 1986 (38 let)       |  | příchod HK Jugra Chanty-Mansijsk (KHL)     |
| Útočník                                  | Martin Koudelka  | 11. února 1976 (49 let)         |  | hostování HC VCES Hradec Králové (1. liga) |
| Útočník                                  | Rostislav Marosz | 23. února 1991 (34 let)         |  | hostování Orli Znojmo                      |
| Útočník                                  | Martin Podešva   | 16. prosince 1988 (36 let)      |  | hostování Orli Znojmo                      |
| Útočník                                  | Zbyněk Hampl     | 11. února 1976 (49 let)         |  | hostování Orli Znojmo                      |
| Trenéři - Pavel Marek, Břetislav Kopřiva |                  |                                 |  |                                            |

### Poznámka
- Kanadský útočník Guillaume Lefebvre 9.11.2010 po vleklých zdravotních potížích skončil svou českou anabázi v týmu Ocelářů.

## Změny v kádru

### Odchody
| Hráč               | Do klubu              | Post    |
| ------------------ | --------------------- | ------- |
| Tomáš Malec        | HC Kometa Brno        | Obránce |
| Jozef Balej        | HC Kometa Brno        | Útočník |
| Tomáš Pospíšil     | HC Kometa Brno        | Útočník |
| Rostislav Martynek | České Budějovice      | Útočník |
| Roman Tomas        | HC Vítkovice Steel    | Útočník |
| Lubomír Vosátko    | HKm Zvolen            | Obránce |
| Petr Kanko         | HC Slovan Ústečtí Lvi | Útočník |
| Jan Platil         | HC Vagnerplast Kladno | Obránce |
| Janis Andersons    | Dinamo Riga (KHL)     | Obránce |

- Hostování (bez odehraného utkání za Třinec) :
- Lukáš Daneček (brankář) HC AZ Havířov 2010
- David Rangl (obránce) Orli Znojmo
- Tomáš Vrba (útočník) Orli Znojmo

## Základní část
| Kolo | Datum                           | Domácí           | Výsledek | Hosté            | Třetiny               |
| ---- | ------------------------------- | ---------------- | -------- | ---------------- | --------------------- |
| 1.   | 17.9.2010                       | Brno             | 2 : 3    | Třinec           | (0:1, 1:1, 1:1)       |
| 2.   | 19.9.2010                       | Třinec           | 1 : 3    | Pardubice        | (0:2, 1:0, 0:1)       |
| 3.   | 21.9.2010                       | Mladá Boleslav   | 2 : 3 SN | Třinec           | (1:0, 0:1, 1:1)       |
| 4.   | 24.9.2010                       | Třinec           | 7 : 3    | Kladno           | (3:0, 4:2, 0:1)       |
| 5.   | 26.9.2010                       | Třinec           | 5 : 3    | Sparta Praha     | (1:1, 1:3, 4:0)       |
| 6.   | 1.10.2010                       | Zlín             | 3 : 2 SN | Třinec           | (3:0, 0:1, 0:1 - 0:0) |
| 7.   | 3.10.2010                       | Třinec           | 3 : 2 PP | České Budějovice | (0:2, 2:0, 0:0 - 1:0) |
| 8.   | 5.10.2010                       | Litvínov         | 2 : 4    | Třinec           | (2:1, 0:1, 0:2)       |
| 9.   | 8.10.2010                       | Třinec           | 3 : 4 SN | Karlovy Vary     | (0:1, 1:1, 2:1 - 0:0) |
| 10.  | 11.10.2010                      | Liberec          | 0 : 5    | Třinec           | (0:2, 0:0, 0:3)       |
| 11.  | 15.10.2010                      | Třinec           | 5 : 3    | Slavia Praha     | (1:1, 3:1, 1:1)       |
| 12.  | 17.10.2010                      | Plzeň            | 3 : 1    | Třinec           | (1:0, 1:0, 1:1)       |
| 13.  | 19.10.2010                      | Třinec           | 3 : 2    | Vítkovice        | (2:0, 1:1, 0:1)       |
| 14.  | 22.10.2010                      | Třinec           | 0 : 3    | Brno             | (0:1, 0:1, 0:1)       |
| 15.  | 24.10.2010                      | Pardubice        | 9 : 2    | Třinec           | (3:1, 2:0, 4:0)       |
| 16.  | 29.10.2010                      | Třinec           | 4 : 0    | Mladá Boleslav   | (1:0, 2:0, 1:0)       |
| 17.  | 31.10.2010                      | Kladno           | 1 : 3    | Třinec           | (1:1, 0:1, 0:1)       |
| 18.  | 2.11.2010                       | Sparta Praha     | 0 : 3    | Třinec           | 0:0, 0:1, 0:2         |
| 19.  | 5.11.2010                       | Třinec           | 2 : 1PP  | Zlín             | (0:0, 1:1, 0:0 - 1:0) |
| 20.  | 7.11.2010                       | České Budějovice | 5 : 6    | Třinec           | (1:1, 2:1, 2:4)       |
| 21.  | 17.11.2010                      | Třinec           | 10 : 1   | Litvínov         | (3:1, 2:0, 5:0)       |
| 22.  | 19.11.2010                      | Karlovy Vary     | 3 : 2 SN | Třinec           | (1:0, 0:1, 1:1 - 0:0) |
| 23.  | 21.11.2010                      | Třinec           | 3 : 4 SN | Liberec          | (1:0, 2:2, 0:1 - 0:0) |
| 24.  | 24.11.2010                      | Slavia Praha     | 4 : 3 SN | Třinec           | (1:1, 0:1, 2:1 - 0:0) |
| 25.  | 28.11.2010                      | Třinec           | 4 : 0    | Plzeň            | (1:0, 1:0, 2:0)       |
| 26.  | 30.11.2010                      | Vítkovice        | 3 : 2    | Třinec           | (1:1, 2:0, 0:1)       |
| 27.  | 3.12.2010                       | Brno             | 4 : 3 SN | Třinec           | (0:0, 2:1, 1:2 - 0:0) |
| 28.  | 5.12.2010                       | Třinec           | 3 : 0    | Pardubice        | (1:0, 1:0, 1:0)       |
| 29.  | 7.12.2010                       | Mladá Boleslav   | 3 : 2 SN | Třinec           | (0:1, 0:1, 2:1 - 1:0) |
| 30.  | 10.12.2010                      | Třinec           | 2 : 1    | Kladno           | (0:0, 1:0, 1:1)       |
| 31.  | 12.12.2010                      | Třinec           | 1 : 5    | Sparta Praha     | (0:0, 0:3, 1:2)       |
| 32.  | 22.12.2010                      | Zlín             | 3 : 2    | Třinec           | (1:1, 2:0, 0:1)       |
| 33.  | 26.12.2010                      | Třinec           | 4 : 3 SN | České Budějovice | (1:1, 1:2, 1:0)       |
| 34.  | 28.12.2010                      | Litvínov         | 6 : 3    | Třinec           | (1:0, 3:1, 2:2)       |
| 35.  | 30.12.2010                      | Třinec           | 4 : 3 PP | Karlovy Vary     | (1:2, 0:0, 2:1 – 1:0) |
| 36.  | 2.1.2011                        | Liberec          | 2 : 3    | Třinec           | (0:2, 0:1, 2:0)       |
| 37.  | 4.1.2011                        | Třinec           | 5 : 3    | Slavia Praha     | (2:2, 2:0, 1:1)       |
| 38.  | 7.1.2011                        | Plzeň            | 3 : 0    | Třinec           | (1:0, 1:0, 1:0)       |
| 39.  | 9.1.2011                        | Třinec           | 6 : 1    | Vítkovice        | (3:1, 1:0, 2:0)       |
| 40.  | 14.1.2011                       | Třinec           | 6 : 4    | Brno             | (0:2, 2:1, 4:1)       |
| 41.  | 16.1.2011 900.zápas v extralize | Pardubice        | 3 : 2 SN | Třinec           | (0:0, 2:2, 0:0 - 0:0) |
| 42.  | 18.1.2011                       | Třinec           | 5 : 2    | Mladá Boleslav   | (4:0, 1:1, 0:1)       |
| 43.  | 21.1.2011                       | Kladno           | 4 : 6    | Třinec           | (0:2, 2:3, 2:1)       |
| 44.  | 23.1.2011                       | Sparta Praha     | 3 : 5    | Třinec           | (1:2, 1:2, 1:1)       |
| 45.  | 28.1.2011                       | Třinec           | 7 : 1    | Zlín             | (2:1, 2:0, 3:0)       |
| 46.  | 30.1.2011                       | České Budějovice | 4 : 1    | Třinec           | (0:0, 2:0, 2:1)       |
| 47.  | 1.2.2011                        | Třinec           | 1 : 3    | Litvínov         | (0:1, 1:2, 0:0)       |
| 48.  | 4.2.2011                        | Karlovy Vary     | 2 : 4    | Třinec           | (1:1, 0:1, 1:2)       |
| 49.  | 6.2.2011                        | Třinec           | 5 : 0    | Liberec          | (2:0, 1:0, 2:0)       |
| 50.  | 15.2.2011                       | Slavia Praha     | 2 : 1    | Třinec           | (0:0, 1:1, 1:0)       |
| 51.  | 18.2.2011                       | Třinec           | 4 : 0    | Plzeň            | (0:0, 2:0, 2:0)       |
| 52.  | 20.2.2011                       | Vítkovice        | 5 : 4    | Třinec           | (1:2, 2:2, 2:0)       |

## Play-off -Sezona 2010 / 2011
|  | Čtvrtfinále      | Čtvrtfinále  |           |   | Semifinále | Semifinále |  |  | Finále | Finále |
|  |                  |              |           |   |            |            |  |  |        |        |
|  |                  |              |           |   |            |            |  |  |        |        |
|  | Třinec           | 4            |           |   |            |            |  |  |        |        |
|  | Třinec           | 4            |           |   |            |            |  |  |        |        |
|  | Litvínov         | 2            |           |   |            |            |  |  |        |        |
|  | Litvínov         | 2            | Třinec    | 4 |            |            |  |  |        |        |
|  |                  |              | Třinec    | 4 |            |            |  |  |        |        |
|  |                  | Slavia Praha | 3         |   |            |            |  |  |        |        |
|  | Liberec          | Slavia Praha | 3         | 3 |            |            |  |  |        |        |
|  | Liberec          |              |           | 3 |            |            |  |  |        |        |
|  | Slavia Praha     | 4            |           |   |            |            |  |  |        |        |
|  | Slavia Praha     | 4            | Třinec    | 4 |            |            |  |  |        |        |
|  |                  |              | Třinec    | 4 |            |            |  |  |        |        |
|  |                  | Vítkovice    | 1         |   |            |            |  |  |        |        |
|  | Zlín             | Vítkovice    | 1         | 0 |            |            |  |  |        |        |
|  | Zlín             |              |           | 0 |            |            |  |  |        |        |
|  | Pardubice        | 4            |           |   |            |            |  |  |        |        |
|  | Pardubice        | 4            | Pardubice | 1 |            |            |  |  |        |        |
|  |                  |              | Pardubice | 1 |            |            |  |  |        |        |
|  |                  | Vítkovice    | 4         |   |            |            |  |  |        |        |
|  | Vítkovice        | Vítkovice    | 4         | 4 |            |            |  |  |        |        |
|  | Vítkovice        |              |           | 4 |            |            |  |  |        |        |
|  | České Budějovice | 2            |           |   |            |            |  |  |        |        |
|  | České Budějovice | 2            |           |   |            |            |  |  |        |        |

## Play off (čtvrtfinále)

### HC Oceláři Třinec-HC BENZINA Litvínov4:2 na zápasy
1. utkání
| 5. března 2011 | HC Oceláři Třinec | 6 - 0           | HC BENZINA Litvínov | Werk Arena |
|                | HC Oceláři Třinec | (3:0, 2:0, 1:0) | HC BENZINA Litvínov |            |

| Souhrn zápasu Report | Souhrn zápasu Report                                                                                                 | Souhrn zápasu Report | Souhrn zápasu Report | Souhrn zápasu Report |
| -------------------- | --- | -------------------- | -------------------- | -------------------- |
|                      | 05:25 Vojtěch Polák 11:12 Radek Bonk 17:49 Jan Peterek 25:37 David Květoň 26:20 Martin Růžička 44:43 Stanislav Hudec |                      |                      |                      |

2. utkání
| 6. března 2011 | HC Oceláři Třinec | 3 - 2           | HC BENZINA Litvínov | Werk Arena |
|                | HC Oceláři Třinec | (1:2, 2:0, 0:0) | HC BENZINA Litvínov |            |

| Souhrn zápasu Report | Souhrn zápasu Report                                   | Souhrn zápasu Report | Souhrn zápasu Report               | Souhrn zápasu Report |
| -------------------- | ------------------------------------------------------ | -------------------- | ---------------------------------- | -------------------- |
|                      | 08:28 Radek Bonk 20:49 Martin Růžička 28:44 Radek Bonk |                      | 02:51 Jiří Gula 05:01 Peter Jánský |                      |

3. utkání
| 9. března 2011 | HC BENZINA Litvínov | 5 - 3           | HC Oceláři Třinec | Zimní stadion Ivana Hlinky |
|                | HC BENZINA Litvínov | (1:0, 2:3, 2:0) | HC Oceláři Třinec |                            |

| Souhrn zápasu Report | Souhrn zápasu Report                                                                                      | Souhrn zápasu Report | Souhrn zápasu Report                                       | Souhrn zápasu Report |
| -------------------- | --- | -------------------- | ---------------------------------------------------------- | -------------------- |
|                      | 08:44 Viktor Hübl 30:23 František Lukeš 35:31 Martin Jenáček 49:49 Michal Trávníček 59:41 František Lukeš |                      | 29:46 Stanislav Hudec 30:48 Lukáš Zíb 39:28 Martin Růžička |                      |

4. utkání
| 10. března 2011 | HC BENZINA Litvínov | 4 - 2           | HC Oceláři Třinec | Zimní stadion Ivana Hlinky |
|                 | HC BENZINA Litvínov | (1:1, 2:1, 1:0) | HC Oceláři Třinec |                            |

| Souhrn zápasu Report | Souhrn zápasu Report                                                        | Souhrn zápasu Report | Souhrn zápasu Report                     | Souhrn zápasu Report |
| -------------------- | --------------------------------------------------------------------------- | -------------------- | ---------------------------------------- | -------------------- |
|                      | 14:13 Viktor Hübl 31:59 Peter Jánský 34:40 Juraj Majdan 52:31 Richard Jareš |                      | 07:48 Vojtěch Polák 39:45 Martin Růžička |                      |

5. utkání
| 12. března 2011 | HC Oceláři Třinec | 6 - 1           | HC BENZINA Litvínov | Werk Arena |
|                 | HC Oceláři Třinec | (2:0, 2:0, 2:1) | HC BENZINA Litvínov |            |

| Souhrn zápasu Report | Souhrn zápasu Report                                                                                                   | Souhrn zápasu Report | Souhrn zápasu Report | Souhrn zápasu Report |
| -------------------- | --- | -------------------- | -------------------- | -------------------- |
|                      | 11:58 Martin Lojek 14:38 Ladislav Kohn 24:12 David Květoň 38:13 Václav Varaďa 40:16 Martin Růžička 42:44 Jiří Polanský |                      | 58:40 Peter Jánský   |                      |

6. utkání
| 14. března 2011 | HC BENZINA Litvínov | 1 - 4           | HC Oceláři Třinec | Zimní stadion Ivana Hlinky |
|                 | HC BENZINA Litvínov | (1:0, 0:2, 0:2) | HC Oceláři Třinec |                            |

| Souhrn zápasu Report | Souhrn zápasu Report  | Souhrn zápasu Report | Souhrn zápasu Report                                                                                | Souhrn zápasu Report |
| -------------------- | --------------------- | -------------------- | --------------------------------------------------------------------------------------------------- | -------------------- |
|                      | 01:21 Matěj Stříteský |                      | 27:09 Martin Adamský 39:18 Vojtěch Polák 44:20 Jan Peterek 250 gól v extralize 57:48 Martin Růžička |                      |

## Play off (semifinále)

### HC Oceláři Třinec-HC Slavia Praha4:3 na zápasy
1. utkání
| 21. března 2011 | HC Oceláři Třinec | 5 - 3           | HC Slavia Praha | Werk Arena |
|                 | HC Oceláři Třinec | (2:0, 2:0, 1:3) | HC Slavia Praha |            |

| Souhrn zápasu Report | Souhrn zápasu Report                                                                               | Souhrn zápasu Report | Souhrn zápasu Report                                      | Souhrn zápasu Report |
| -------------------- | -------------------------------------------------------------------------------------------------- | -------------------- | --------------------------------------------------------- | -------------------- |
|                      | 04:00 Radek Bonk 07:02 Lukáš Krajíček 33:08 Martin Adamský 39:56 Martin Růžička 58:21 David Květoň |                      | 44:46 Jiří Vašíček 48:02 Tomáš Pospíšil 51:23 Tomáš Micka |                      |

2. utkání
| 22. března 2011 | HC Oceláři Třinec | 2 - 3 SN        | HC Slavia Praha | Werk Arena |
|                 | HC Oceláři Třinec | (0:1, 1:0, 1:1) | HC Slavia Praha |            |

| Souhrn zápasu Report | Souhrn zápasu Report                   | Souhrn zápasu Report | Souhrn zápasu Report                                                                 | Souhrn zápasu Report |
| -------------------- | -------------------------------------- | -------------------- | ------------------------------------------------------------------------------------ | -------------------- |
|                      | 20:30 Ladislav Kohn 59:35 Josef Hrabal |                      | 00:44 Tomáš Pospíšil 48:12 Jiří Doležal Tomáš Pospíšil rozhodující samostatný nájezd |                      |

3. utkání
| 25. března 2011 | HC Slavia Praha | 4 - 3 PP              | HC Oceláři Třinec | O2 arena |
|                 | HC Slavia Praha | (1:0, 1:2, 1:1 - 1:0) | HC Oceláři Třinec |          |

| Souhrn zápasu Report | Souhrn zápasu Report                                                          | Souhrn zápasu Report | Souhrn zápasu Report                                         | Souhrn zápasu Report |
| -------------------- | ----------------------------------------------------------------------------- | -------------------- | ------------------------------------------------------------ | -------------------- |
|                      | 07:22 Vladimír Roth 38:01 Jiří Vašíček 54:46 Marek Tomica 61:49 Vladimír Roth |                      | 32:20 David Květoň 35:37 Martin Růžička 51:59 Martin Růžička |                      |

4. utkání
| 26. března 2011 | HC Slavia Praha | 4 - 0           | HC Oceláři Třinec | O2 arena |
|                 | HC Slavia Praha | (1:0, 1:0, 2:0) | HC Oceláři Třinec |          |

| Souhrn zápasu Report | Souhrn zápasu Report                                                            | Souhrn zápasu Report | Souhrn zápasu Report | Souhrn zápasu Report |
| -------------------- | ------------------------------------------------------------------------------- | -------------------- | -------------------- | -------------------- |
|                      | 18:11 Michal Poletín 29:26 Michal Vondrka 55:29 Tomáš Svoboda 59:46 Lukáš Endál |                      |                      |                      |

5. utkání
| 28. března 2011 | HC Oceláři Třinec | 6 - 1           | HC Slavia Praha | Werk Arena |
|                 | HC Oceláři Třinec | (1:0, 4:0, 1:1) | HC Slavia Praha |            |

| Souhrn zápasu Report | Souhrn zápasu Report | Souhrn zápasu Report | Souhrn zápasu Report | Souhrn zápasu Report |
| -------------------- | --- | -------------------- | -------------------- | -------------------- |
|                      | 05:24 Martin Růžička 26:00 Martin Růžička 27:13 Martin Růžička 30:28 David Květoň 32:28 Martin Růžička 43:54 Martin Koudelka |                      | 56:52 Lukáš Endál    |                      |

6. utkání
| 30. března 2011 | HC Slavia Praha | 3 - 5           | HC Oceláři Třinec | O2 arena |
|                 | HC Slavia Praha | (2:1, 1:3, 0:1) | HC Oceláři Třinec |          |

| Souhrn zápasu Report | Souhrn zápasu Report                                        | Souhrn zápasu Report | Souhrn zápasu Report                                                                              | Souhrn zápasu Report |
| -------------------- | ----------------------------------------------------------- | -------------------- | ------------------------------------------------------------------------------------------------- | -------------------- |
|                      | 01:18 Pavel Kolařík 09:58 Tomáš Svoboda 27:34 Tomáš Svoboda |                      | 04:25 Erik Hrňa 28:50 Lukáš Krajíček 37:15 Josef Hrabal 38:38 Martin Růžička 59:44 Martin Adamský |                      |

7. utkání
| 1. dubna 2011 | HC Oceláři Třinec | 5 - 2           | HC Slavia Praha | Werk Arena |
|               | HC Oceláři Třinec | (1:0, 3:0, 1:2) | HC Slavia Praha |            |

| Souhrn zápasu Report | Souhrn zápasu Report                                                                        | Souhrn zápasu Report | Souhrn zápasu Report                   | Souhrn zápasu Report |
| -------------------- | ------------------------------------------------------------------------------------------- | -------------------- | -------------------------------------- | -------------------- |
|                      | 00:47 David Květoň 26:55 Lukáš Zíb 27:35 Lukáš Krajíček 30:08 Lukáš Zíb 50:45 Ladislav Kohn |                      | 42:50 Michal Vondrka 53:27 Lukáš Endál |                      |

## Play off (finále)

### HC Oceláři Třinec-HC Vítkovice Steel4:1 na zápasy
1. utkání Před začátkem prvního utkání zazpívala zpěvačka Ewa Farna českou státní hymnu.
| 4. dubna 2011 | HC Oceláři Třinec | 5 - 2           | HC Vítkovice Steel | Werk Arena |
|               | HC Oceláři Třinec | (1:0, 2:1, 2:1) | HC Vítkovice Steel |            |

| Souhrn zápasu Report | Souhrn zápasu Report                                                                         | Souhrn zápasu Report | Souhrn zápasu Report               | Souhrn zápasu Report |
| -------------------- | -------------------------------------------------------------------------------------------- | -------------------- | ---------------------------------- | -------------------- |
|                      | 11:49 Martin Růžička 21:10 Lukáš Zíb 23:11 Martin Adamský 44:30 Jan Peterek 47:06 Radek Bonk |                      | 35:04 Petr Vrána 45:38 Jiří Burger |                      |

2. utkání Před začátkem druhého utkání zazpívala zpěvačka Ewa Farna českou státní hymnu.
| 5. dubna 2011 | HC Oceláři Třinec | 2 - 0           | HC Vítkovice Steel | Werk Arena |
|               | HC Oceláři Třinec | (0:0, 0:0, 2:0) | HC Vítkovice Steel |            |

| Souhrn zápasu Report | Souhrn zápasu Report                     | Souhrn zápasu Report | Souhrn zápasu Report | Souhrn zápasu Report |
| -------------------- | ---------------------------------------- | -------------------- | -------------------- | -------------------- |
|                      | 58:59 Václav Varaďa 59:20 Martin Adamský |                      |                      |                      |

3. utkání
| 8. dubna 2011 | HC Vítkovice Steel | 1 - 4           | HC Oceláři Třinec | ČEZ Aréna |
|               | HC Vítkovice Steel | (1:1, 0:2, 0:1) | HC Oceláři Třinec |           |

| Souhrn zápasu Report | Souhrn zápasu Report | Souhrn zápasu Report | Souhrn zápasu Report                                                            | Souhrn zápasu Report |
| -------------------- | -------------------- | -------------------- | ------------------------------------------------------------------------------- | -------------------- |
|                      | 10:24 Petr Vrána     |                      | 17:05 Martin Růžička 25:57 Jiří Polanský 36:31 Martin Adamský 53:49 Jan Peterek |                      |

4. utkání
| 9. dubna 2011 | HC Vítkovice Steel | 5 - 4 SN        | HC Oceláři Třinec | ČEZ Aréna |
|               | HC Vítkovice Steel | (2:2, 1:0, 1:2) | HC Oceláři Třinec |           |

| Souhrn zápasu Report | Souhrn zápasu Report                                                                                                 | Souhrn zápasu Report | Souhrn zápasu Report                                                    | Souhrn zápasu Report |
| -------------------- | --- | -------------------- | ----------------------------------------------------------------------- | -------------------- |
|                      | 06:18 Juraj Sýkora 18:45 Petr Vrána 34:39 Peter Húževka 59:30 Lukáš Klimek rozhodující nájezd proměnil Ondřej Šedivý |                      | 04:25 Radek Bonk 11:43 Lukáš Zíb 50:28 Martin Lojek 52:07 Ladislav Kohn |                      |

5. utkání
| 12. dubna 2011 | HC Oceláři Třinec | 5 - 1           | HC Vítkovice Steel | Werk Arena |
|                | HC Oceláři Třinec | (2:1, 2:0, 1:0) | HC Vítkovice Steel |            |

| Souhrn zápasu Report | Souhrn zápasu Report                                                                         | Souhrn zápasu Report | Souhrn zápasu Report | Souhrn zápasu Report |
| -------------------- | -------------------------------------------------------------------------------------------- | -------------------- | -------------------- | -------------------- |
|                      | 01:39 Martin Růžička 18:13 David Květoň 26:43 Josef Hrabal 37:31 Erik Hrňa 51:16 Jan Peterek |                      | 02:12 Ctirad Ovčačík |                      |

### Statistiky HC Oceláři Třinec
| Základní část | Základní část | Základní část | Základní část | Play off | Play off | Play off | Play off |
| Ročník        | Útočníci      | Obránci       | Brankáři      | Útočníci | Obránci  | Brankáři |          |
| ------------- | ------------- | ------------- | ------------- | -------- | -------- | -------- | -------- |
| 2010/2011     | Zde           | Zde           | Zde           | Zde      | Zde      | Zde      |          |

## Hráli za Třinec
- Brankáři Peter Hamerlík • Martin Vojtek
- Obránci Josef Hrabal • Stanislav Hudec • Lukáš Krajíček • Martin Lojek • Martin Richter • Daniel Seman • Lukáš Zíb
- Útočníci Martin Adamský • Radek Bonk  • Erik Hrňa • Ladislav Kohn • David Květoň • Bryan McGregor • Jakub Orsava • Jan Peterek • Vojtěch Polák • Jiří Polanský • Martin Růžička • Václav Varaďa • Marek Zagrapan • Martin Koudelka
- Hlavní trenér Pavel Marek